# Phili Philin

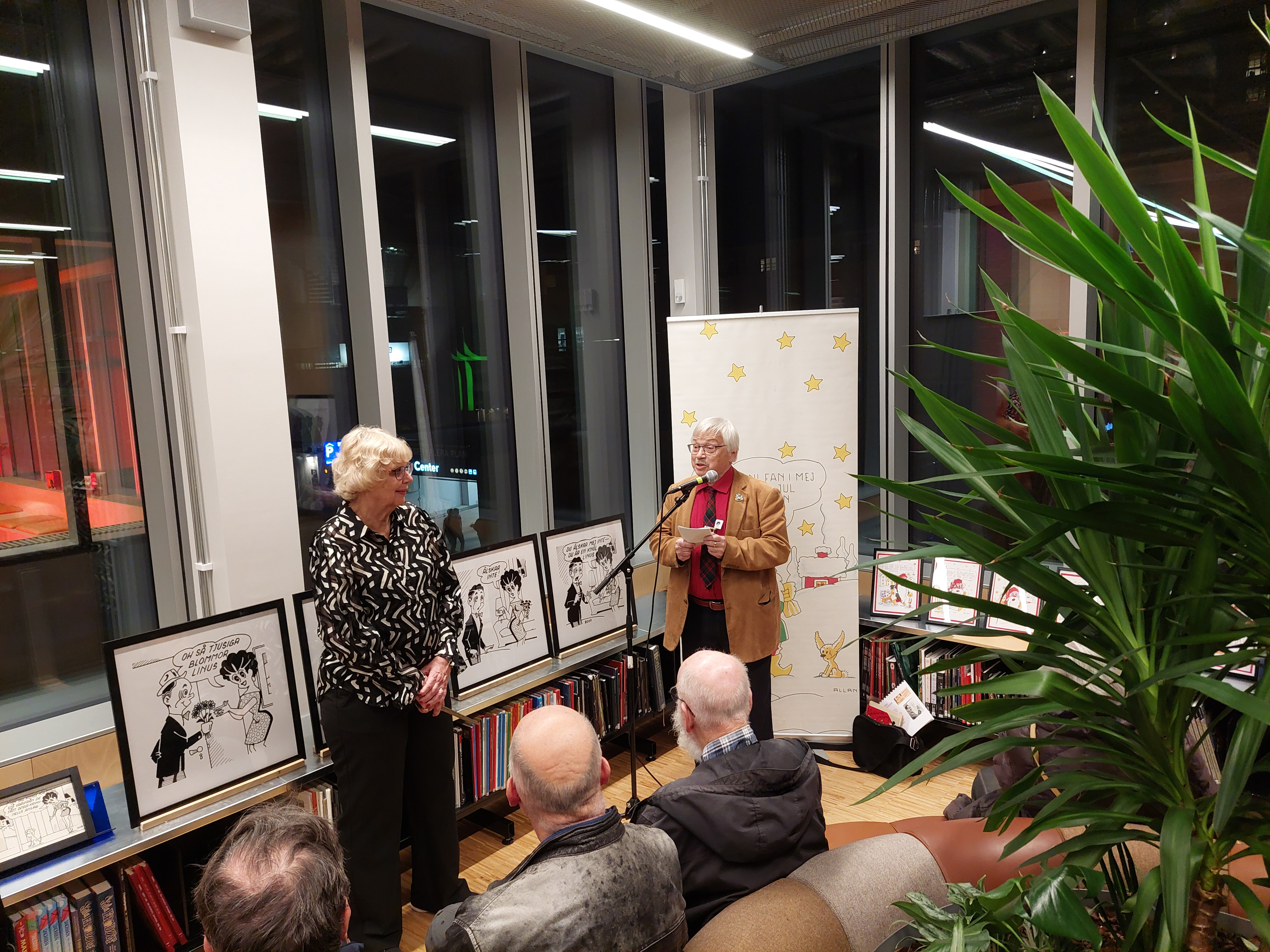
Alf Rune inviger utställningen Phili Philin 80 år på Örebro stadsbibliotek i oktober 2024. Till vänster står tecknarens dotter Gunnel Borgström Wallin, som arrangerat utställningen.

"Phili Philin" var en svensk humoristisk dagspresserie av Allan Borgström. Serien debuterade under namnet "Blanka Blink" i veckotidningen Idun 1943, fick namnet "Hjalle Pjatt" (efter en manlig då mer framträdande bifigur) i och med sin debut i första numret av kvällstidningen Expressen 1944, och slutade med namnet "Phili Philin" kort därefter. (I Göteborgs Handels- och Sjöfartstidning kallades serien emellertid för "Fröken Pinup").
Serien handlade om en kvinnlig huvudperson i samma tradition som "Blondie", dock med skillnaden att fröken Philin var en arbetande kontorskvinna. På firman Kubb & Co. arbetade hon med direktör Kubb och springpojken Svante, samtidigt som hon ägnade sig åt kärlekens vedermödor med pojkvännen Linus.
Serien producerades av Borgström ända till 1976, då den slutade gå i Expressen.
 Artikeln var, i den version den hade den 19 oktober 2007, helt eller delvis hämtad från Seriewikin (hos Seriefrämjandet): Phili Philin